# Heidi Goossens
Heidi Goossens (ur. 13 kwietnia 1969 w Herentals) – belgijska judoczka. Dwukrotna olimpijka. Zajęła osiemnaste miejsce w Atlancie 1996 i dwudzieste w Barcelonie 1992. Walczyła w wadze półlekkiej.
Siódma na mistrzostwach świata w 1995; uczestniczka zawodów w 1987 i 1991. Startowała w Pucharze Świata w latach 1990−1993, 1995−1999. Srebrna medalistka mistrzostw Europy w 1995 i brązowa w 1992 roku; zdobyła także trzy medale w drużynie.

## Letnie Igrzyska Olimpijskie 1992
| Konkurencja | Rundy eliminacyjne        | Klas. końcowa |
| Konkurencja | 1/32                      | Miejsce       |
| ----------- | ------------------------- | ------------- |
| 52 kg       | Alessandra Giungi (ITA) P | 20.           |

## Letnie Igrzyska Olimpijskie 1996
| Konkurencja | Rundy eliminacyjne     | Klas. końcowa |
| Konkurencja | 1/32                   | Miejsce       |
| ----------- | ---------------------- | ------------- |
| 52 kg       | Marisa Pedulla (USA) P | 18.           |